# 亨德森縣 (肯塔基州)
亨德森縣（英語：Henderson County）是美國肯塔基州北部的一個縣，北隔俄亥俄河與印地安納州相望。面積976平方公里。根据美國2000年人口普查，共有人口11,971人。縣治亨德森 （Henderson）。
縣政府成立於1799年6月4日。縣名紀念特蘭西瓦尼亞的建立者理查·亨德森 （Richard Henderson）。